# Província de Pinar del Río
La Provincia de Pinar del Río és una de les 15 províncies de Cuba a l'extrem occidental de l'illa i de l'arxipèlag.

## Demografia
Aquesta província té una extensió superficial de 8.884,51 km² on habiten 591.931 persones al tancament del 31 de desembre de 2011. La població urbana representa el 63% del total.
| Any 2011 | Dones   | Homes   | TOTAL   |
| Urbà     | 185.704 | 185.581 | 371 285 |
| Rural    | 104.919 | 115.727 | 220.646 |
| Total    | 290.623 | 301.308 | 591.931 |

Font: Oficina Nacional de Estadística y Población (ONEP), República de Cuba.
D'acord amb la llei aprovada per l'Assemblea Nacional de Cuba l'1 d'agost de 2010 que va modificar la Divisió Político-Administrativa de Cuba, on es crearen les províncies noves d'Artemisa i Mayabeque, la província de Pinar del Río va transferir a Artemisa els tres municipis més orientals que disposava: Candelaria, San Cristóbal i Bahía Honda. La modificació va entrar en vigor l'1 de gener de 2011, des de llavors aquesta província està formada pels següents onze municipis:
| Municipi            | Població (2011) | Àrea (km²) | Coordenades                                          |
| ------------------- | --------------- | ---------- | ---------------------------------------------------- |
| Consolación del Sur | 88.950          | 1111,9     | 22° 30′ 0″ N, 83° 30′ 55″ O / 22.50000°N,83.51528°O  |
| Guane               | 36.172          | 720,79     | 22° 12′ 2″ N, 84° 05′ 1″ O / 22.20056°N,84.08361°O   |
| La Palma            | 35.487          | 636,22     | 22° 45′ 22″ N, 83° 33′ 12″ O / 22.75611°N,83.55333°O |
| Los Palacios        | 38.636          | 770,77     | 22° 34′ 57″ N, 83° 14′ 56″ O / 22.58250°N,83.24889°O |
| Mantua              | 25.391          | 914,65     | 22° 17′ 27″ N, 84° 17′ 14″ O / 22.29083°N,84.28722°O |
| Minas de Matahambre | 33.733          | 857,9      | 22° 34′ 57″ N, 83° 56′ 57″ O / 22.58250°N,83.94917°O |
| Pinar del Río       | 190.337         | 726,69     | 22° 25′ 33″ N, 83° 41′ 18″ O / 22.42583°N,83.68833°O |
| San Juan y Martínez | 44.969          | 408,24     | 22° 16′ 0″ N, 83° 50′ 2″ O / 22.26667°N,83.83389°O   |
| San Luis            | 32.393          | 327,19     | 22° 16′ 59″ N, 83° 46′ 4″ O / 22.28306°N,83.76778°O  |
| Sandino             | 37.891          | 1714,13    | 22° 04′ 52″ N, 84° 13′ 18″ O / 22.08111°N,84.22167°O |
| Viñales             | 27.972          | 696,03     | 22° 36′ 55″ N, 83° 42′ 57″ O / 22.61528°N,83.71583°O |